# 霍恩施泰因山 (蒂爾尼茨阿爾卑斯山脈)
47°59′04″N 15°29′55″E / 47.98451°N 15.49869°E

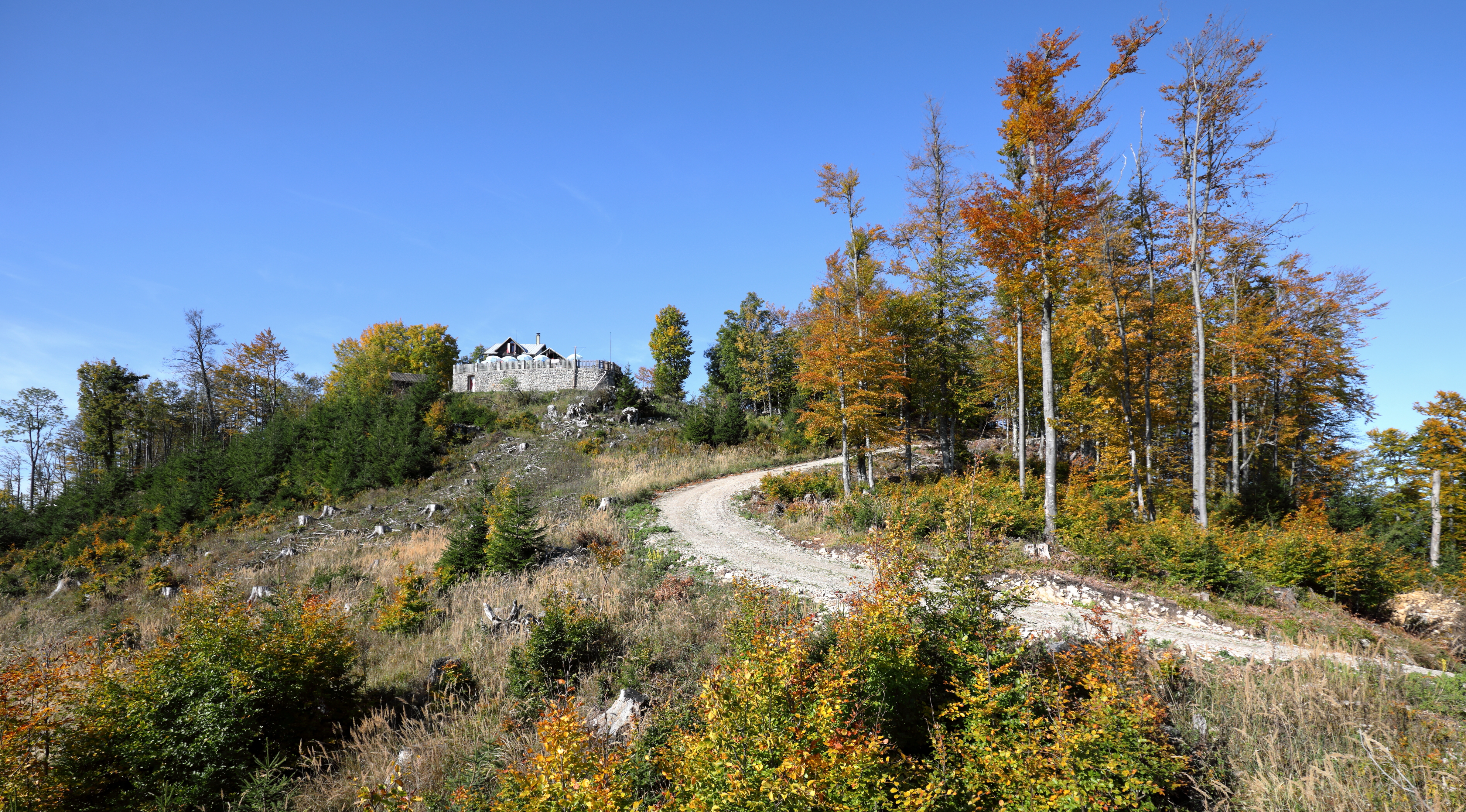

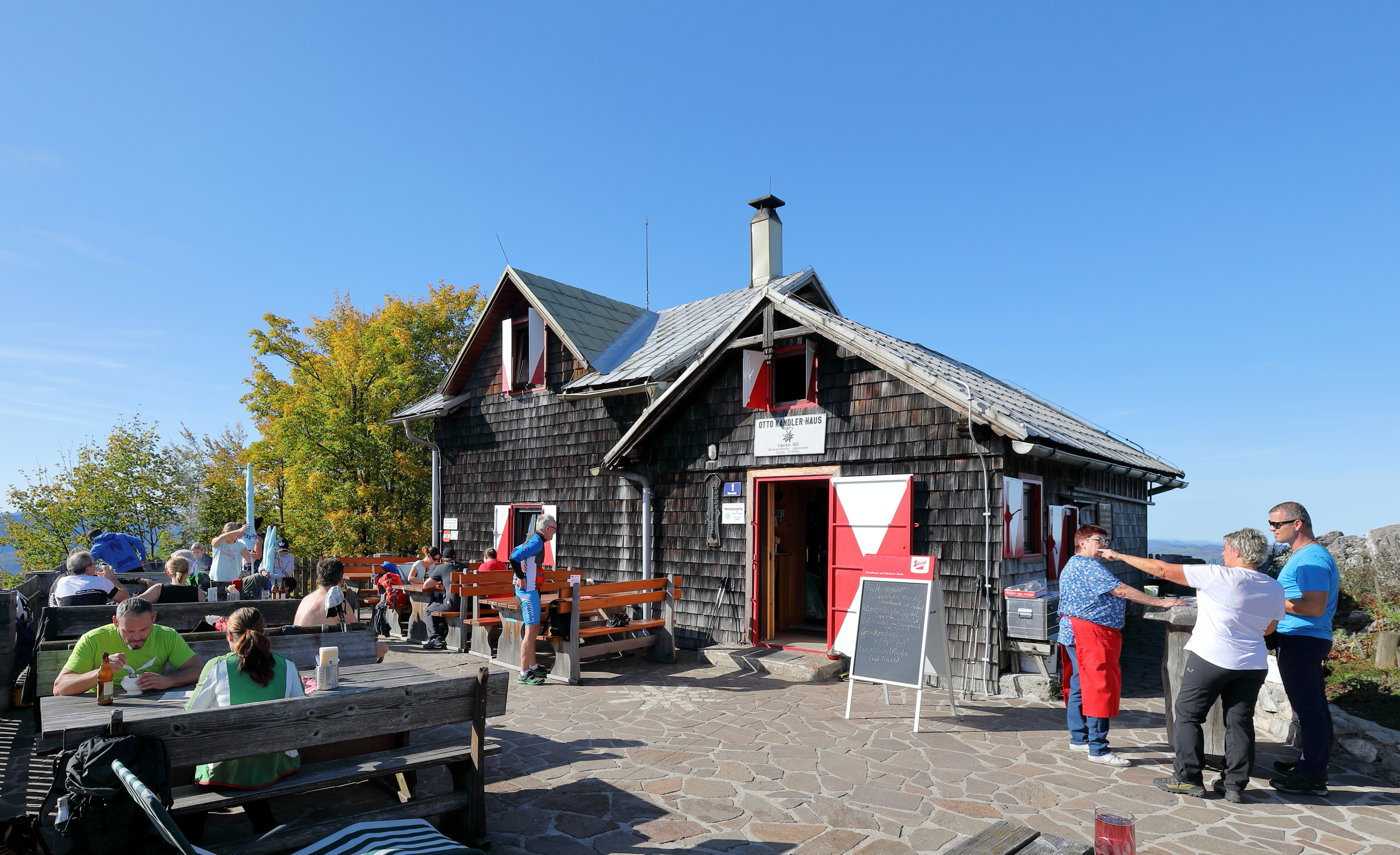

霍恩施泰因山（德語：Hohenstein），是奧地利的山峰，位於該國東北部，由下奧地利州負責管轄，屬於蒂爾尼茨阿爾卑斯山脈的一部分，距離蒂尼茨赫格山7.9公里，海拔高度1,195米。